# Промислова власність

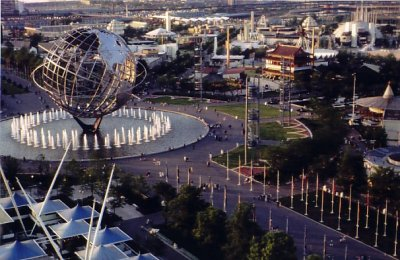
Рушійною силою для розвитку промислової власності є міжнародні промислові виставки. Тут демонструються останні технічні досягнення людства. Демонстрація експонатів на виставці також дає зацікавленим особам право пріоритету.

Промислова власність — юридичний термін, що об'єднує у собі такі об'єкти інтелектуальної власності як: винаходи, корисні моделі, промислові зразки . Термін ПВ об'єднує у собі ті результати інтелектуальної діяльності, які пов'язані із винахідництвом та раціоналізаторською справою і не належать до об'єктів авторського права. Інколи до промислової власності відносять також засоби індивідуалізації, що потребують спеціальної реєстрації, такі як знаки для товарів та послуг або зазначення походження товарів.

## Відмінності між правом промислової власності та авторським правом
Право промислової власності разом із авторським правом та суміжними правами утворюють систему права інтелектуальної власності. Однак ці дві підгалузі мають низку істотних відмінностей:
- Авторське право та суміжні права захищають зовнішнє вираження творчості, тобто конкретну форму вираження твору. Право промислової власності захищає форму реалізації ідеї. Наприклад, якщо ви винайшли новий спосіб приготування яєчні, і ваш спосіб є патентоздатним, ви зможете отримати патент на цей спосіб. При цьому право промислової власності охоронятиме сам спосіб — ви зможете подати судовий позов до будь-кого, хто використає запатентований вами спосіб, а авторське право охоронятиме текст вашого патенту або текст буклету із описом цього способу — наприклад, якщо спосіб ви розробили у співавторстві з вашим колегою по роботі, але текст буклету писали лише ви самі — авторське право дозволить вам заборонити колезі використовувати написаний вами текст буклету попри те, що він може бути одним із власників патенту.

- Більшість об'єктів промислової власності потребують реєстрації у країні, де зацікавлена особа прагне отримати правовий захист, для того, аби особа, якій належать права на ці об'єкти, могла захищати свої інтереси посилаючись на положення національного законодавства. Авторське право не потребує виконання жодних формальностей збоку зацікавленої особи, включно із необхідністю реєстрації [1] для того аби його об'єкти отримали юридичний захист з боку держави. Це, однак, не означає, що об'єкти авторського права можуть реєструватись на добровільних засадах із метою спростити процес доведення авторства у суді.

Незважаючи на наведені вище відмінності, авторське право, суміжні права та право промислової власності оперують спільними термінами (авторство, новизна, заборона несанкціонованого використання і т.і.) і мають спільні механізми реалізації і захисту прав.